# São Pedro de Vila Frescainha
São Pedro de Vila Frescainha ist ein Ort und eine ehemalige Gemeinde (Freguesia) im nordportugiesischen Kreis Barcelos. Die Gemeinde hatte 1599 Einwohner (Stand 30. Juni 2011).
Im Zuge der Gebietsreform am 29. September 2013 wurden die Gemeinden Vila Frescainha (São Pedro), Vila Frescainha (São Martinho), Vila Boa und Barcelos zur neuen Gemeinde União das Freguesias de Barcelos, Vila Boa e Vila Frescainha (São Martinho e São Pedro) zusammengefasst.